# Athena Chu
Athena Chu (25 de octubre de 1971) es una actriz y cantante de Hong Kong.

## Biografía
Chu asistió a la Academy for Performing Arts entre 1990 a 1992 en su natal Hong Kong.

## Carrera
Durante su estadía en el Academy for Performing Arts, se presentó espectáculos infantiles en la cadena de televisión de TVB. Después de graduarse, comenzó a trabajar en películas, apareciendo junto a Stephen Chow en Fight Back to School II ,  actuación con la que catapultó su carrera en el cine, es considerada una de las intérpretes femeninas más reconocidas en el cine de la antigua colonia Británica. Más tarde, empezó a trabajar en dramas de televisión producidos por TVB. 
Después de salir de TVB, Chu trabajó como modelo y continuó actuando en películas durante la década de 1990. En el 2000, comenzó a trabajar en varias series de televisión en China continental y Taiwán.

## Filmografía

### Películas
| Año  | Título                                    | Chinese title                | Personaje          | Notas      |
| ---- | ----------------------------------------- | ---------------------------- | ------------------ | ---------- |
| 1992 | To Miss with Love                         | 逃學外傳                     | Lai Man-si         |            |
| 1992 | Super Lady Cop                            | 超级女警                     | Yoki               |            |
| 1992 | Fight Back to School II                   | 逃學威龍2                    | Sandy              |            |
| 1993 | Once a Cop                                | 超級計劃                     | Annie Lee          |            |
| 1993 | Taxi Hunter                               | 的士判官                     | Yan                |            |
| 1993 | Tom, Dick And Hairy                       | 風塵三俠                     | Pearl Chan         |            |
| 1993 | Vampire Family                            | 一屋哨牙鬼                   | Chu Lee-mei        |            |
| 1994 | Lantern                                   | 燈籠                         | Fong               |            |
| 1994 | Easy Money                                | 先洗未來錢                   | Sisi Li            |            |
| 1995 | Shaolin Kung Fu Kids                      | 笑林老祖                     | Sister Lam         |            |
| 1995 | Trouble Maker                             | 蠟筆小小生                   |                    |            |
| 1995 | Remember M, Remember E                    | 那有一天不想你               | Chui Ching         |            |
| 1995 | Cupid Love                                | 七月俏佳人                   | Ching-ching        |            |
| 1995 | A Chinese Odyssey Part One: Pandora's Box | 西遊記第壹佰零壹回之月光寶盒 | Purple / Lin Zixia |            |
| 1995 | A Chinese Odyssey Part Two: Cinderella    | 西遊記大結局之仙履奇緣       | Lin Zixia          |            |
| 1996 | The Feeling of Love                       | 重慶愛情感覺                 |                    |            |
| 1996 | Hero of Swallow                           | 神偷燕子李三                 | Chinny             |            |
| 1997 | Ah Fai the Dumb                           | 天才與白痴                   | Man-man            |            |
| 1998 | Temptress of a Thousand Face              | 千面嬌娃                     | Sherry Wong        |            |
| 1998 | Tricky King                               | 超級整蠱霸王                 | DKNY / Yandy       |            |
| 1998 | Step into the Dark                        | 夜半無人屍語時               | Faith Ching        |            |
| 1998 | Shanghai Affairs                          | 新唐山大兄                   | Sin                |            |
| 1998 | The Love and Sex of the Eastern Hollywood | 愛在娛樂圈的日子             | Yue                |            |
| 1998 | Take Five                                 | 對不起，幹掉你               |                    |            |
| 1998 | Raped by an Angel 2: The Uniform Fan      | 強姦2 制服誘惑               | Po-man             |            |
| 1998 | The Conman                                | 賭俠1999                     | Ching              |            |
| 1999 | The H.K. Triad                            | O記三合會檔案                |                    |            |
| 1999 | The Boss Up There                         | 生命楂Fit人                  | Fong Hei-tung      |            |
| 1999 | Raped by an Angel 4: The Raper's Union    | 強姦終極篇之最後羔羊         | Po-man             |            |
| 1999 | Horoscope 1: The Voice from Hell          | 生人勿近之問米               | Jojo               |            |
| 2000 | Love Correction                           | 緣份有Take 2                 | Emma Lau           |            |
| 2000 | Conman in Tokyo                           | 中華賭俠                     | Karen              |            |
| 2001 | Stowaway                                  | 驚天大逃亡                   | Kam Lan            |            |
| 2001 | Never Say Goodbye                         | 有人說愛我                   | Jean               |            |
| 2002 | Chinese Odyssey 2002                      | 天下無雙                     | Amour Amour        | guest star |
| 2002 | Time 4 Hope                               | 二人三足                     | Cindy              |            |
| 2003 | Shiver                                    | 心寒                         | Sammi Mok Sum-yi   |            |
| 2003 | Dack Night Wolf                           |                              |                    |            |
| 2004 | Sex and the Beauties                      | 性感都市                     | Kwan Tak-han       |            |
| 2004 | Love is a Many Stupid Thing               | 精裝追女仔2004               | Chu Yan            | guest star |
| 2007 | Whispers and Moans                        | 性工作者十日談               | Coco               |            |
| 2010 | Just Another Pandora's Box                | 越光寶盒                     | Purple Cloud       | guest star |
| 2010 | The Aroma City                            | 芳香之城傳奇                 | So Ling-fong       |            |
| 2010 | Let Love Come Back                        | 讓愛回家                     | Ng Fan             |            |
| 2011 | Scary Market                              | 嘿店                         |                    |            |

| Año  | Título                           | Título en chino   | Personaje                           | Canal | Notas                  |
| ---- | -------------------------------- | ----------------- | ----------------------------------- | ----- | ---------------------- |
| 1993 | Romance Beyond                   | 都市的童話        | Ding Dang                           | TVB   |                        |
| 1993 | The Chord to Victory             | 少年五虎          | Yeung Suet-lai                      | TVB   |                        |
| 1993 | The Legendary Ranger             | 原振俠            | Wan-choi                            | TVB   |                        |
| 1993 | The Edge of Righteousness        | 龍兄鼠弟 / 追日者 | Suen Ho-ho                          | TVB   |                        |
| 1994 | The Legend of the Condor Heroes  | 射鵰英雄傳        | Wong Yung                           | TVB   |                        |
| 1997 | Wars of Bribery                  | 廉政行動組        | Chiu Wing-yee                       | TVB   |                        |
| 1997 | Tears in Heaven                  | 蒼天有淚          | Xiao Yujuan                         |       | Taiwanese drama        |
| 2000 | The New Shaolin Temple           | 新少林寺          | Princess Haotai                     |       | Mainland Chinese drama |
| 2000 | Kaixin Jiuhao                    | 開心就好          | Susie                               |       | Mainland Chinese drama |
| 2000 | The Duke of Mount Deer           | 小寶與康熙        | A'ke / Chen Yuanyuan                | TVB   | co-production          |
| 2002 | Xiao Shiyilang                   | 蕭十一郎          | Shen Bijun                          | CTV   | Mainland Chinese drama |
| 2002 | Palm of Ru Lai'                  | 如來神掌          | Tu Xuehua / Sun Biyun / Sun Jinling | ATV   | Taiwanese drama        |
| 2003 | Nannü Zidian                     | 男女字典          | Kelly                               | PCCW  | Network drama          |
| 2005 | Eonian Hero                      | 逐日英雄          | Xiang Wanting                       |       | Mainland Chinese drama |
| 2006 | Fox Volant of the Snowy Mountain | 雪山飛狐          | Yuan Ziyi                           | ATV   |                        |
| 2007 | Baoxue Lihua                     | 暴雨梨花          | Lu Huanong                          |       | Mainland Chinese drama |
| 2008 | Gorgeous Adventure               | 華麗冒險          | Amy                                 |       | Mainland Chinese drama |
| 2008 | Yiqian Di Yanlei                 | 一千滴眼淚        | Shen Xinyi                          |       | Mainland Chinese drama |
| 2010 | A World Without Walls            | 沒有牆的世界      | Tai Mung                            | RTHK  | television film        |
| 2011 | Twin of Brothers                 |                   |                                     |       |                        |

### Programas de variedades
| Año  | Programa   | Notas    |
| ---- | ---------- | -------- |
| 2017 | Ace vs Ace | invitada |